# Marin Šego
Marin Šego (Mostar, 2. kolovoza 1985.) hrvatski je rukometni vratar. Svoju rukometnu karijeru započeo je u Bosni i Hercegovini gdje je i rođen i odrastao u Međugorju, ali je svojevremeno odabrao da igra za rukometnu reprezentaciju Hrvatske. Trenutačno igra za mađarski klub MOL Pick Szeged. Prije je igrao za ljubuški HRK Izviđač, mostarski Zrinski, nakon čega se vratio u Izviđač. Odlazi u Hrvatsku igrati za čakovečku Perutninu Pipo IPC, a od 2008. do 2012. igrao je za RK Zagreb. Preko poljskog Kielcea i Wisle Plock došao je do mađarskog Szegeda.
Marin Šego jedan je od najboljih hrvatskih vratara.[nedostaje izvor]
Igrao je za Hrvatsku na europskom prvenstvu 2010. godine.

## Vanjske poveznice
- www.eurohandball.com Profil